# カーゾラ・ヴァルセーニオ
カゾーラ・ヴァルセーニオ（伊: Casola Valsenio）は、イタリア共和国エミリア＝ロマーニャ州ラヴェンナ県にある、人口約2,500人の基礎自治体（コムーネ）。

## 地理

### 位置・広がり
ラヴェンナ県南西部に位置するコムーネで、トスカーナ州と境界を接する。

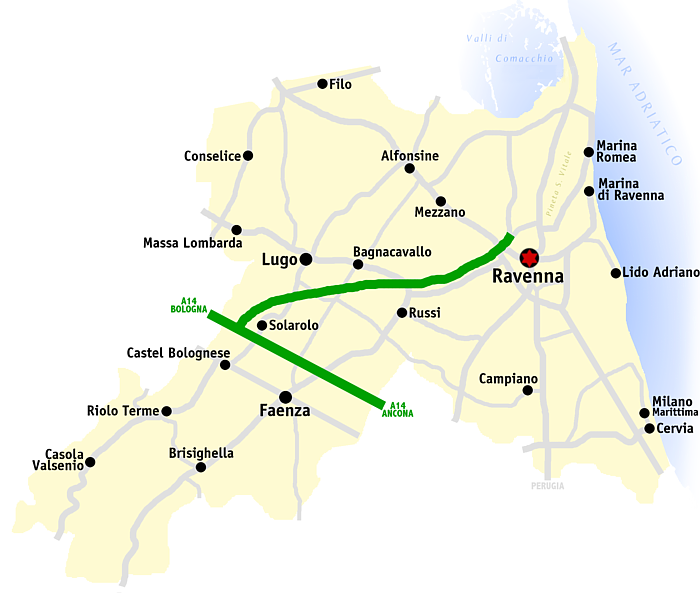
ラヴェンナ県概略図

#### 隣接コムーネ
隣接するコムーネは以下の通り。BOはボローニャ県、FIはフィレンツェ県所属。
- ボルゴ・トッシニャーノ (BO)
- ブリシゲッラ
- カステル・デル・リーオ (BO)
- フォンタネーリチェ (BO)
- パラッツオーロ・スル・セーニオ (FI)
- リオーロ・テルメ

### 気候分類・地震分類

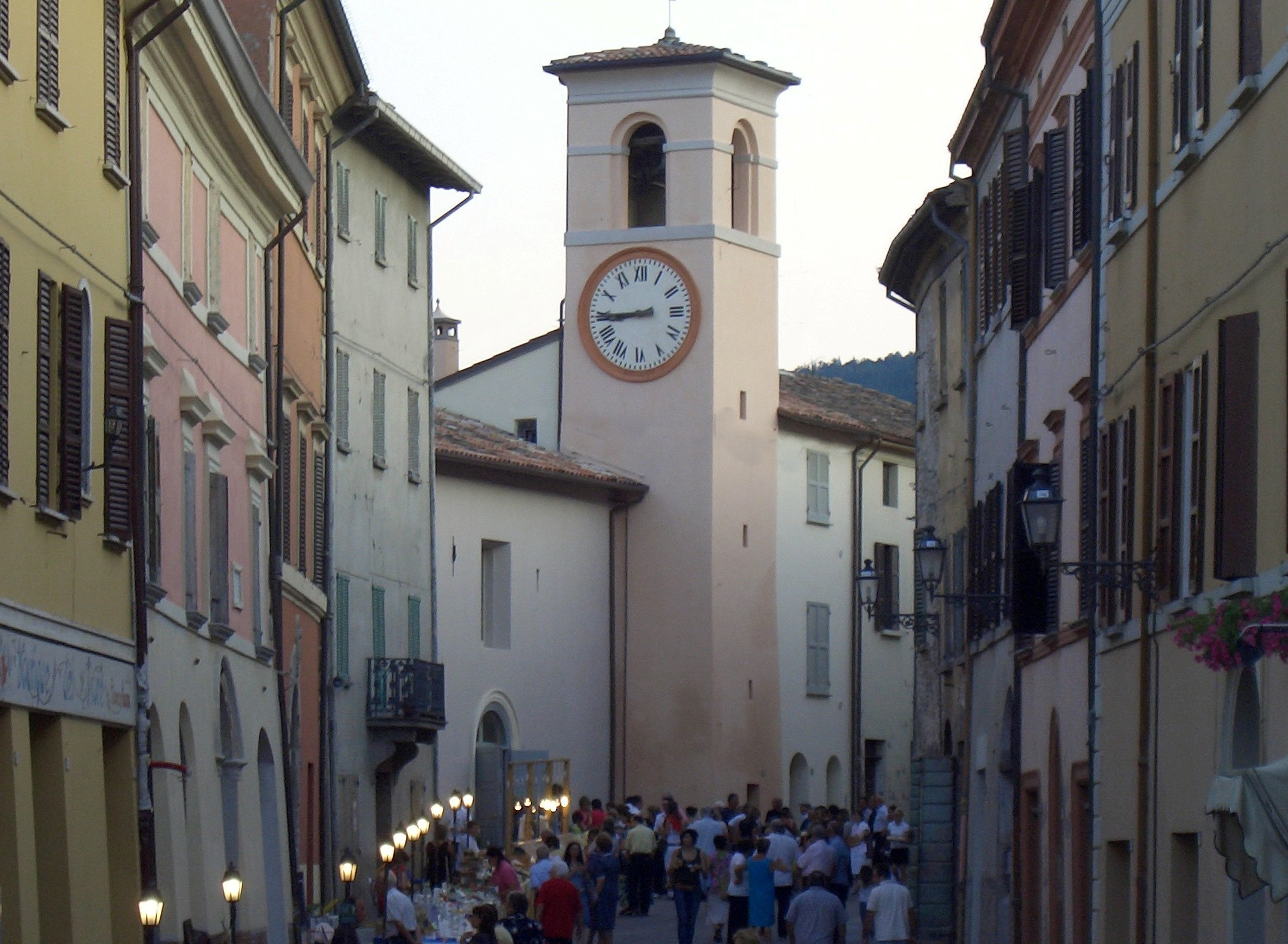
Via G. Matteotti

カゾーラ・ヴァルセーニオにおけるイタリアの気候分類 (it) および度日は、zona E, 2474 GGである。
また、イタリアの地震リスク階級 (it) では、zona 2 (sismicità media) に分類される。

## 行政

### 分離集落
カーゾラ・ヴァルセーニオには、以下の分離集落（フラツィオーネ）がある。
- Baffadi, Mercatale, Sant'Apollinare, Valsenio, Zattaglia